# Siemens-Schuckert I
Siemens-Schuckert I byla německá poloztužená vzducholoď, vyrobená firmou Siemens-Schuckert. Práce na její stavbě začaly v roce 1909, poprvé se vznesla 23. ledna 1911.
Jednalo se o velkou vzducholoď srovnatelnou s výrobky Zeppelinových závodů. Na rozdíl od nich ale tvar vzducholodě nebyl udržován pevnou kostrou, ale tlakem nosného plynu. Tlak byl udržován balonety umístěnými v plynových oddílech. Pro zajímavost uveďme, že kompresor užitý pro plnění balonetů vynalezl český inženýr Klepal.
Vzducholoď absolvovala několik desítek letů. Po 28 zkušebních letech byla zvětšena, poté absolvovala dalších 36 (podle jiných zdrojů 72) letů. Jednoho z letů se 2. února 1912 zúčastnil i Ferdinand von Zeppelin. 
Zničena byla během rutinního přistávacího manévru.

## Technické parametry
- Délka: 118 m
- Průměr: 13,2 m
- Objem: 13 500 m³, později 15 000 m³
- Pohon: čtyři benzínové motory Daimler po 92 kW (125 KS)
- Maximální rychlost: 72 km/h.